# 斯洛伐克戴维斯杯代表队
斯洛伐克戴维斯杯代表队是斯洛伐克男子网球队参加戴维斯杯的队伍，由斯洛伐克网球协会（Slovak Tennis Association）负责管理和组织参赛。
斯洛伐克队首次独立参加戴维斯杯是在1994年（此前代表捷克斯洛伐克参赛）。2005年，斯洛伐克在决赛中以2-3负于克罗地亚，获得亚军。在当届赛事半决赛中，斯洛伐克队球员之一卡洛爾·貝克对阵阿根廷队的比赛时检测出肾上腺素受体激动剂克倫特羅呈阳性，但最终斯洛伐克以4-1获胜。